# Shoshone National Forest

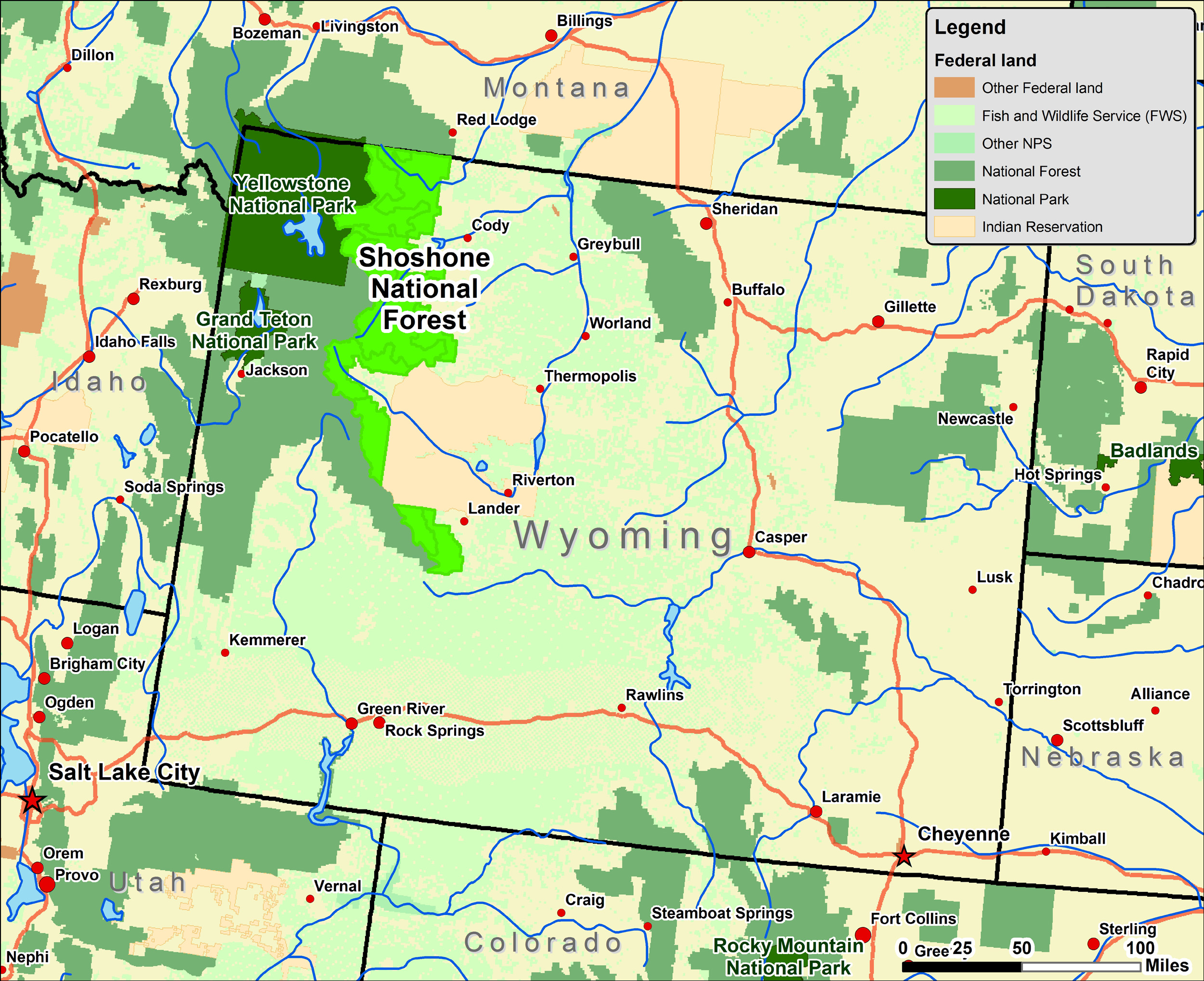
Mapa Shoshone National Forest

Shoshone National Forest (Las narodowy Shoshone) – obszar chroniony w amerykańskim stanie Wyoming. Został ustanowiony 3 marca 1891 roku i zajmuje powierzchnię 9 982 km². 
Las graniczy z parkiem narodowym Yellowstone i zarządzany jest przez Służbę Leśną Stanów Zjednoczonych.
Przez park przebiega kilka dróg widokowych, między innymi Beartooth Highway.